# Церква святого апостола і євангеліста Іоана Богослова (Хлопівка)
Церква святого апостола і євангеліста Іоана Богослова в Хлопівці — парафія і храм Хоростківського благочиння Тернопільської єпархії Православної церкви України в селі Хлопівка Чортківського району Тернопільської области.

## Історія храму
Храм був збудований у 1905 році за пожертви жителів села під час служіння о. Павилчака. У 1955 році в ньому з'явився художній розпис.
У 1961 році церкву закрили, а пізніше перетворили на музей.
У 1989 році храм знову відкрили і передали Українській Православній Церкві (нині ПЦУ).
У 1990 році на пожертви парафіян виготовили та встановили іконостас. У 1991 році збудували дзвіницю і придбали церковний дзвін.
У 2002—2003 роках відремонтували фасад, а в 2009 році замінили покриття даху.

## Парохи
- о. Павилчак,
- о. Василій Дем'янчук,
- о. Михайло Єднак,
- о. Дмитро Кобаєвич,
- о. Роман Марчишак (1989—1993),
- о. Володимир Марчишак (з 1993).